# Шацький Ігор Валерійович
Ігор Валерійович Шацький (каз. Игорь Валерьевич Шацкий, нар. 11 травня 1989, Караганда) — казахський футболіст, воротар клубу «Шахтар» (Караганда) і національної збірної Казахстану.

## Клубна кар'єра
Народився 11 травня 1989 року в Карагандт. Вихованець юнацьких команд місцевого «Шахтаря».
У дорослому футболі дебютував 2012 року виступами за команду «Астана-1964», в якій провів два сезони, взявши участь у 53 матчах чемпіонату, після чого протягом 2014 року захищав кольори клубу «Булат».
2015 року уклав контракт з рідним карагандинським «Шахтарем», кольори якого захищав протягом наступних п'яти років.
Протягом 2020 року захищав кольори клубу «Тобол» (Костанай), після чого повернувся до лав «Шахтаря» (Караганда).

## Виступи за збірну
2019 року дебютував в офіційних матчах у складі національної збірної Казахстану.

## Титули і досягнення
- Володар Кубка Казахстану (1):

«Актобе»: 2024